# Na oboře
Na oboře je přírodní památka  nacházející se v katastrálním území osady Chodeč u Mělníka (okres Mělník). Přírodní památka je tvořena čtyřmi samostatnými, jižně orientovanými, travnatými a křovinatými stráněmi. Zaujímají plochu o celkové výměře 3,46 ha, nacházející se v nadmořské výšce 250 až 306 m n. m., asi 1 km severně od Chodče (část obce Vysoká). Území bylo vyhlášeno za přírodní památku dne 14. února 2001, přičemž vyhlášení nabylo účinnosti dne 19. března 2001 , a náleží do soustavy maloplošných zvláště chráněných území CHKO Kokořínsko – Máchův kraj. Péči o památku má na starosti taktéž správa CHKO Kokořínsko – Máchův kraj.

## Přírodní podmínky

### Lokalita
Přírodní památka Na Oboře je složena ze čtyř nesouvislých, oddělených území.Dvě z nich jsou lučního charakteru a dvě (území nejblíže a nejdále od Horní Zimoře) jsou více zarostlé listnatými stromy a keři. Jednotlivá území jsou od sebe oddělena listnatými lesy a dalšími lučními biotopy, popřípadě, v širším krajinném kontextu též plochami využívanými pro účely zemědělské výroby.
Lokalitu, kde se v dnešní době nachází přírodní památka Na Oboře a též její přilehlé okolí je možno nalézt a prozkoumat v databázi historického vojenského mapování, nicméně z mapových podkladů není příliš patrno, jak se lokalita postupem času vyvíjela. S jistotou lze ovšem říci, že většina mírných údolních svahů byla v minulosti často využívána pro účely pastevectví, pozměňována na terasová políčka či osázena ovocnými stromy pro účel pěstitelský z důvodu obohacení půd splavenou spraší.

### Pedologie

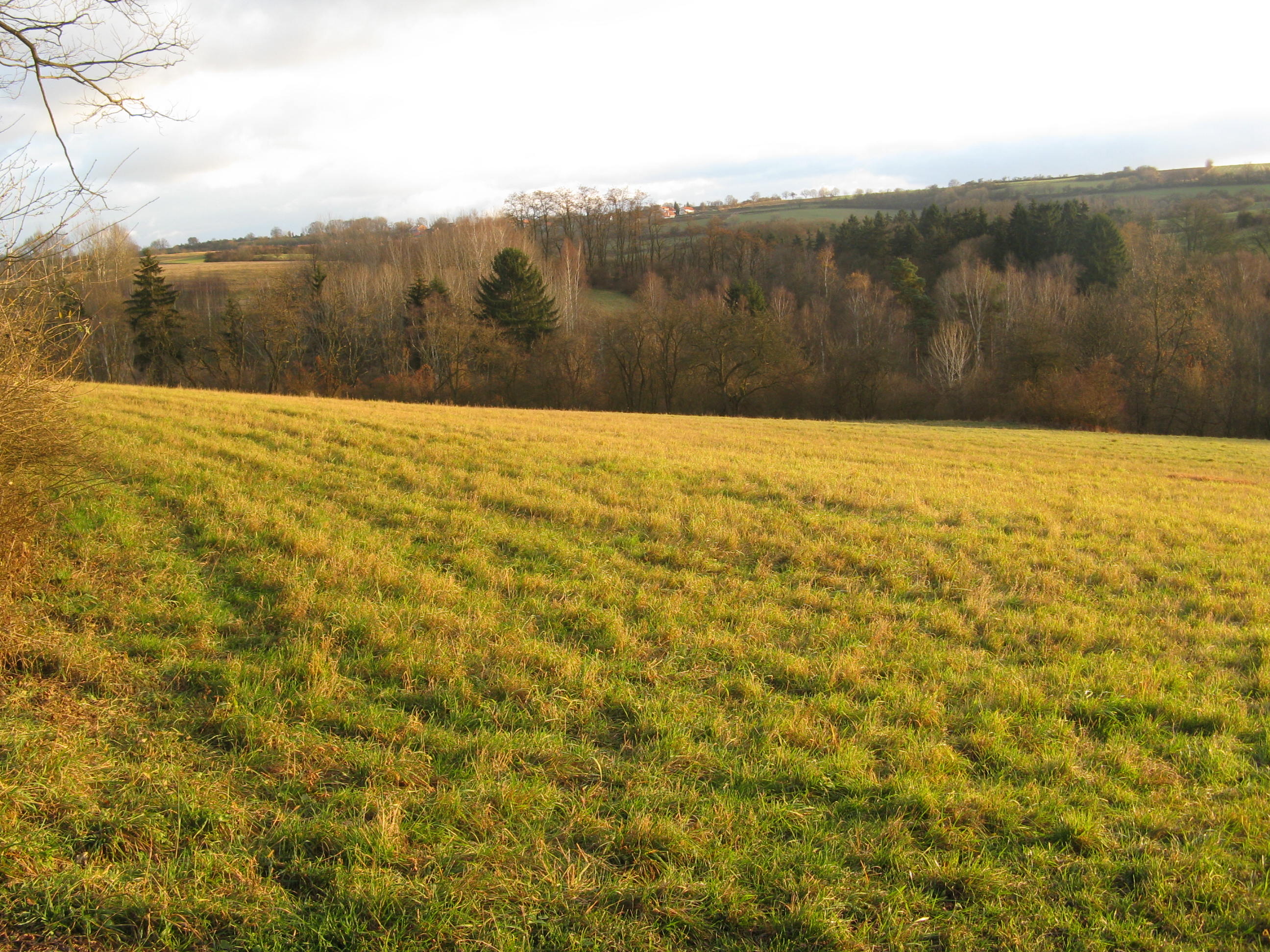
Jedna z chráněných travnatých strání

Z komplexu strání jsou tři tvořeny sprašovou závějí. V závěji se vyskytují sprašové hlíny, které nepravidelně obsahují cicváry, což jsou akumulace uhličitanu vápenatého různého tvaru  a jemná vápnitá pseudomycelia. Vápnitá pseudomycelia lze v půdě pozorovat ve formě drobných bílých žilek, které byly utvořeny vysrážením uhličitanu vápenatého v jednotlivých pórech půdy. Na hlubších spraších se vytvořily úrodné středoevropské hnědozemě. Jen na jediné stráni, nacházející se u Horní Zimoře, vystupují ve skalních kulisách od středně zrnitých, přes výše středně a hrubě až po hrubozrnné křemenné pískovce s prachovitojílovitou základní hmotou.

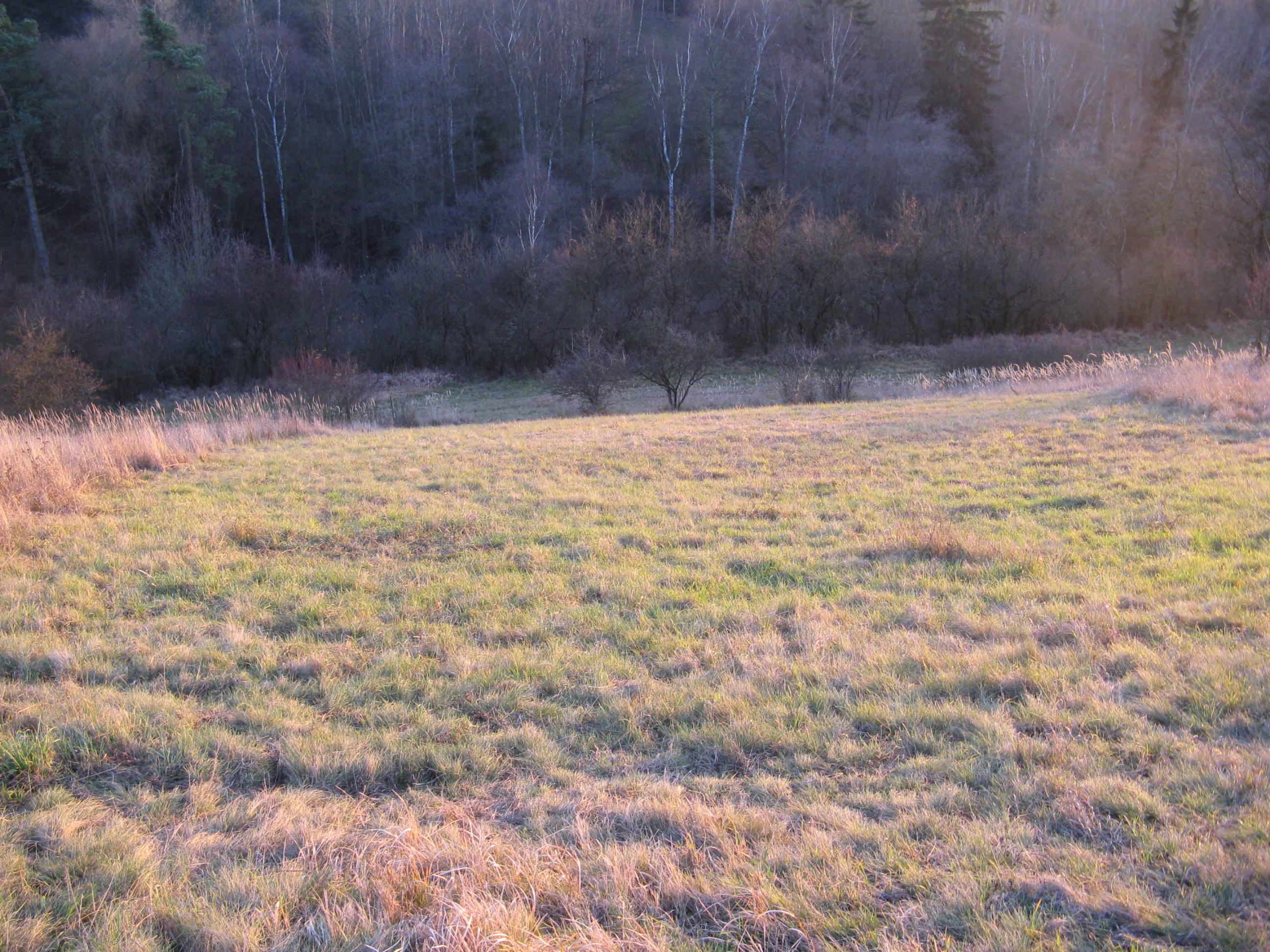
Jedna z chráněných travnatých strání

### Flora
Přírodní památka Na Oboře se nachází v oblasti minerálně bohatších hornin (sprašové závěje), tudíž se zde vyskytují suché stepní trávníky s dominantní válečkou prapořitou (společenstvo Scabioso ochrolencae-Brachypodium pinnatum). V těchto trávnících roste množství druhů, které jsou pro tento typ společenstva charakteristické, jako např. hlaváč žlutavý (Scabiosa ochroleuca), dobromysl obecná (Origanum vulgare), kostřava žlábkatá (Festuca rupicola), též řepík lékařský (Agrimonia eupatoria) a oman vrbolistý (Inula salicina).
Také zde lze nalézt množství volně rozmístěných druhů stromů a keřů – trnka obecná (Prunus spinosa), švestka domácí (Prunus domestica), svída krvavá (Cornus sanguinea), trnovník akát (Robinia pseudoacacia), jilm habrolistý (Ulmus minor), hloh (Crataegus), řešetlák počistivý (Rhamnus cathartica) a další. Na mozaice vzájemně nesouvislých ploch lze nalézt některé zvláště chráněné rostliny, patřící do seznamu ohrožených druhů, jako je zvonek bolonský (Campanula bononiensis), hořec křížatý (Gentiana cruciata), vemeník dvoulistý (Platanthera bifolia) či sasanka lesní (Anemone sylvestris). Též se v této lokalitě vyskytují některé ze vzácných rostlin, např. záraza žlutá (Orobanche lutea). Tento zástupce čeledi Orobanchaceae je parazitem na rostlinách z čeledi Fabaceae, mající několik druhů hostitelů (tzv. oligofágní parazit).

### Fauna

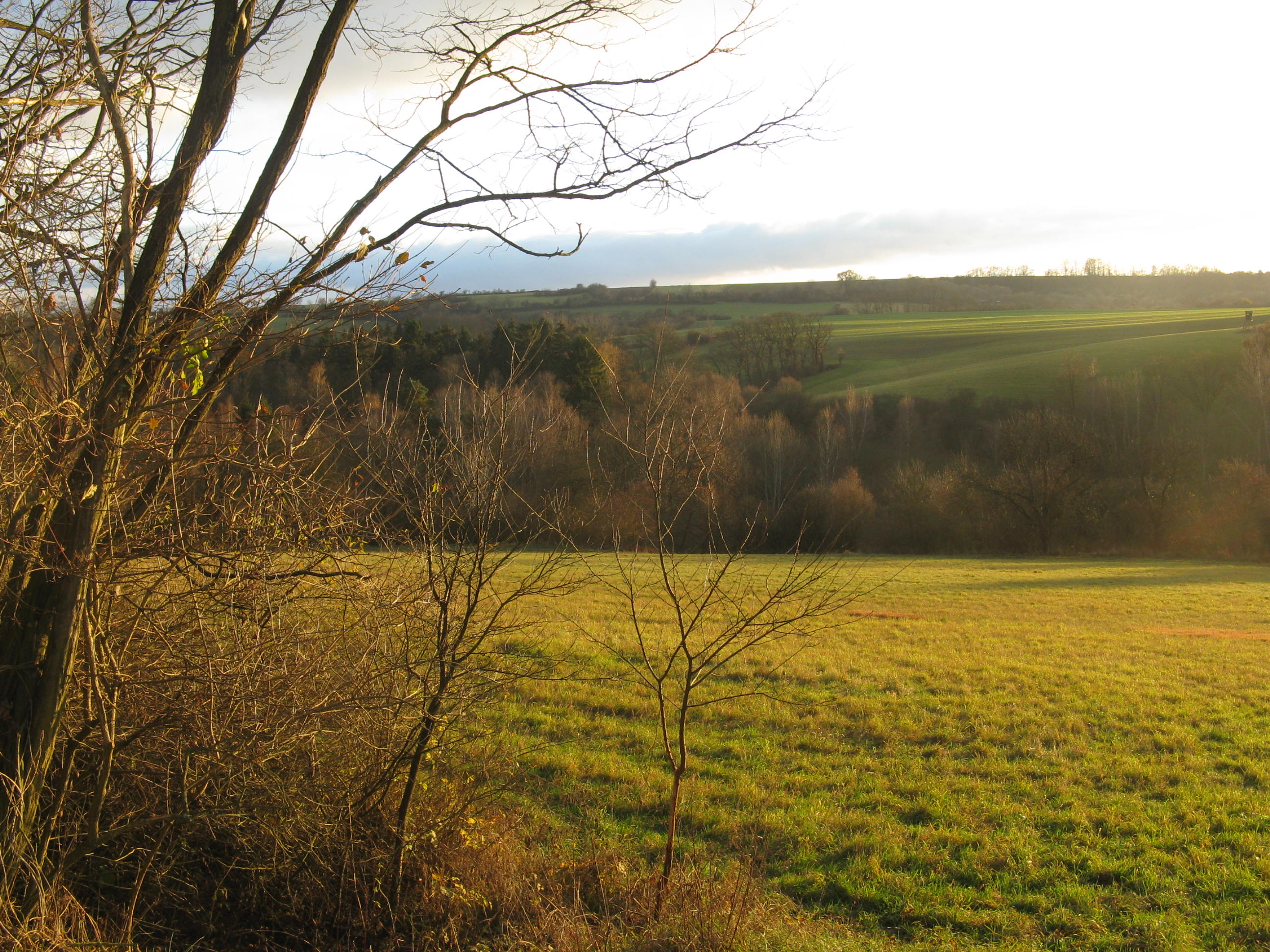
Jedna z chráněných travnatých strání

Tato chráněná xerotermní lokalita je domovem mnoha teplomilných živočichů. Mezi nejvýznamnější patří motýl modrásek Rebelův (Maculinea rebeli). Ten je svým vývojem, potažmo rozšířením úzce vázán na výskyt vzácného hořce křížatého (Gentiana cruciata) a je kriticky ohrožený. Nejprve se jeho housenky usídlí v poupatech této rostliny, kde probíhá jejich vývoj. Poté se přemístí do zemních mravenišť, kde konzumují larvy mravenců. Tento motýl je v Čechách velmi vzácný a přírodní památka Na Oboře patří k několika málo lokalitám jeho přirozeného výskytu.
Na této lokalitě také žijí dva druhy otakárků – ovocný, který se živí listy zde přítomných růžokvětých dřevin (švestka, trnka, hloh) a fenyklový, jenž žije na rostlinách z čeledi miříkovité. Dále na tomto místě lze najít černě zbarvenou majku (Meloe rugosus), což je nejmenší majka v České republice a dospělce lze spatřit časně zjara či v pozdním podzimu. Všichni brouci z čeledi Majkovití (Meloidae) prodělávají od vajíčka k dospělci velmi složitý vývoj  a proto byli v České republice všichni příslušníci této čeledi zařazeni mezi ohrožené druhy. Není bez zajímavosti, že majky v případě ohrožení vylučují tekutinu obsahující jedovatý alkaloid kantaridin., který je pro člověka smrtelný již po požití velmi malé dávky. Z dalších, zde se vyskytujících živočichů můžeme jmenovat mandelinku krytohlav (Cryptocephalus hypochoeridis), cikádu chlumní (Cicadetta Montana) a též byl zde zaznamenán výskyt populace užovky hladké (Coronella austriaca).

## Ochrana přírody

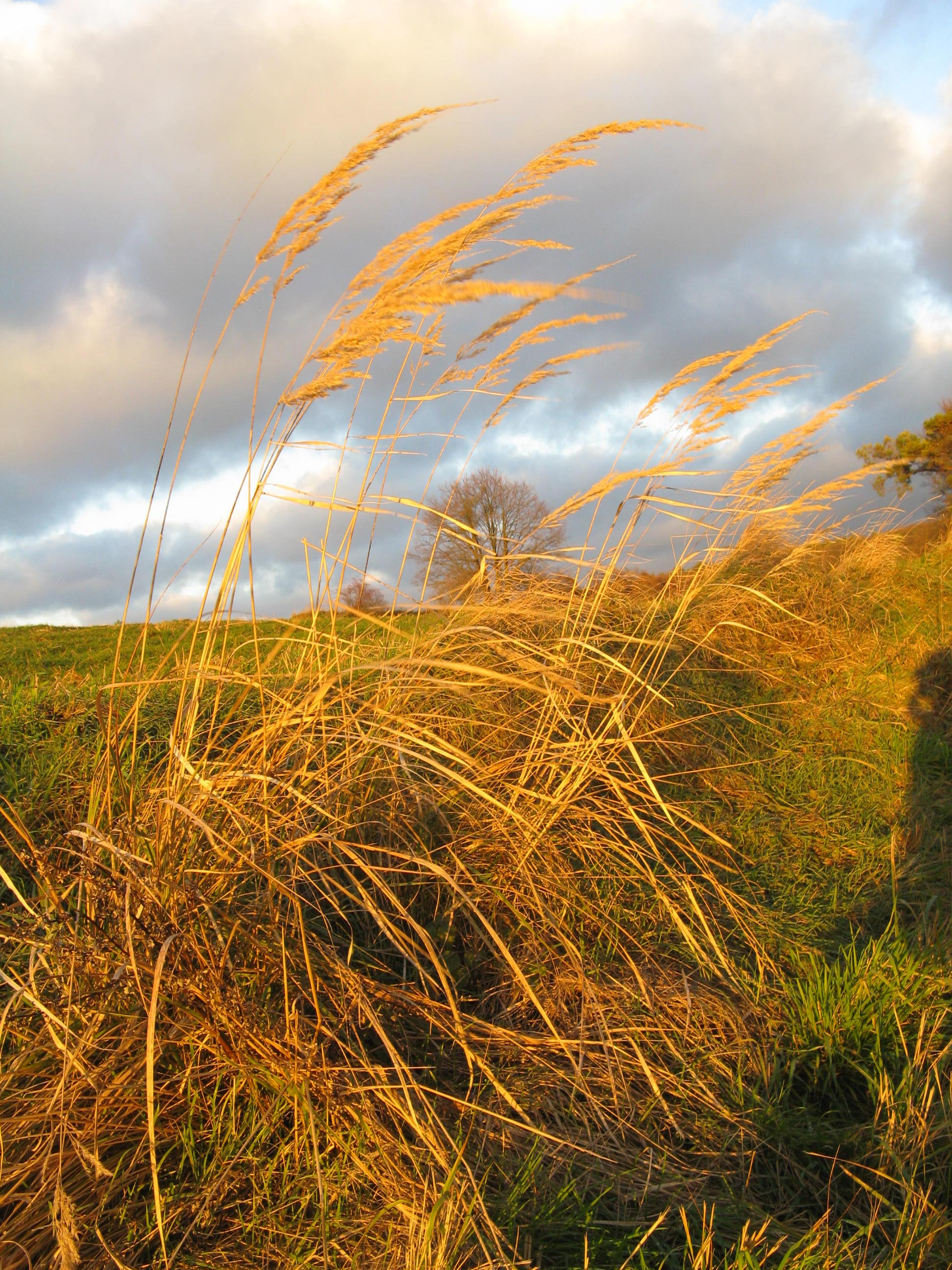
Lokalita je ohrožena četnými náletovými druhy, jako je např. třtina křovištní (Calamagrostis epigejos)

Většina mírných údolních svahů byla v minulosti často využívána pro účely pastevectví, pozměňována na terasová políčka či osázena ovocnými stromy pro účel pěstitelský z důvodu obohacení půd splavenou spraší. Tudíž vegetace a flora těchto oblastí je z velké míry ovlivněna člověkem. Tento vliv se projevil zejména významnou nitrifikací polí a následně navazujících okrajů lesů, svahů četných roklí a nejnižších poloh údolí. Tato nitrifikace má původ v umělém přehnojení krajiny dusíkem za účelem vyšších výnosů zemědělských plodin. Tato činnost má za následek zvýšený výskyt nitrofilních rostlin, např. kopřivy dvoudomé (Urtica dioica) a svízele přítuly (Galium aparine). Dále lze považovat za problém nezalesněných lokalit (zejm. nesklízených lučních ploch) výrazné šíření expanzivních rostlin. Dochází zde k ohrožení lokality vlivem pozvolného zarůstání náletovými dřevinami a bylinami, které lze považovat za konkurenčně silnější, jako je třtina křovištní (Calamagrostis epigejos), chrastice rákosovitá (Phalaroides arundinacea) či rákos obecný (Phragmites australis). Tímto procesem je tak původní druhové bohatství této lokality utlačováno.

### Management ochrany přírody
Hlavním motivem ochrany této přírodní památky je zachování původních strání stepního charakteru a na ně vázaných druhů. Péče o tuto přírodní památku tedy spočívá primárně v pravidelném kosení lučního porostu (na každé ploše každý rok vždy pouze část ) a občasnému odstranění vegetace až na obnaženou půdu, poněvadž množství zde rostoucích vzácných druhů živočichů a rostlin je vázáno na plochy s pravidelně rozrušovaným porostem. Velmi vhodným, efektivním a k přírodě ohleduplným způsobem uskutečňování tohoto managementu by byla extenzivní pastva koz a ovcí, poněvadž tato zvířata svým pohybem přirozeně rozrušují zapojenou vegetaci a tím vytváří vhodné stanoviště pro druhy, které jsou na tyto plochy specializované. Nicméně se dosud nenašel vhodný partner, který by tuto část managementu za daných podmínek realizoval. Též je velice důležité, s náležitou pravidelností odstraňovat posečenou organickou hmotu z těchto lokalit, protože se tím zamezí jejímu hromadění a tím nežádoucímu poskytování živin pro náletové dřeviny a konkurenčně silnější byliny. V neposlední řadě je nutno periodicky redukovat trnovník akát (Robinia pseudoacacia), jelikož je nepůvodní náletovou dřevinou a značně utlačuje veškerý okolní porost.

## Galerie

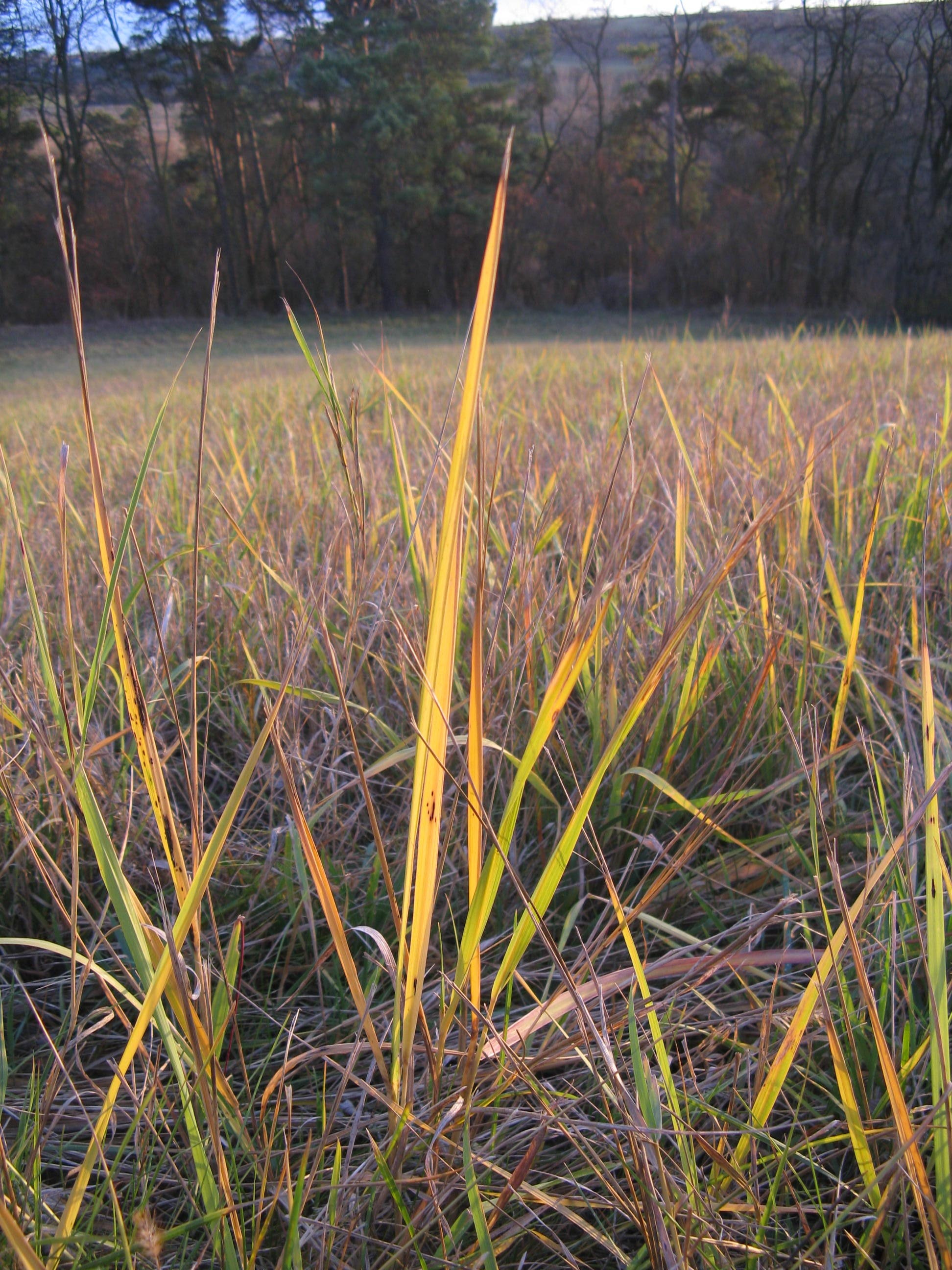
Jedna z chráněných travnatých strání
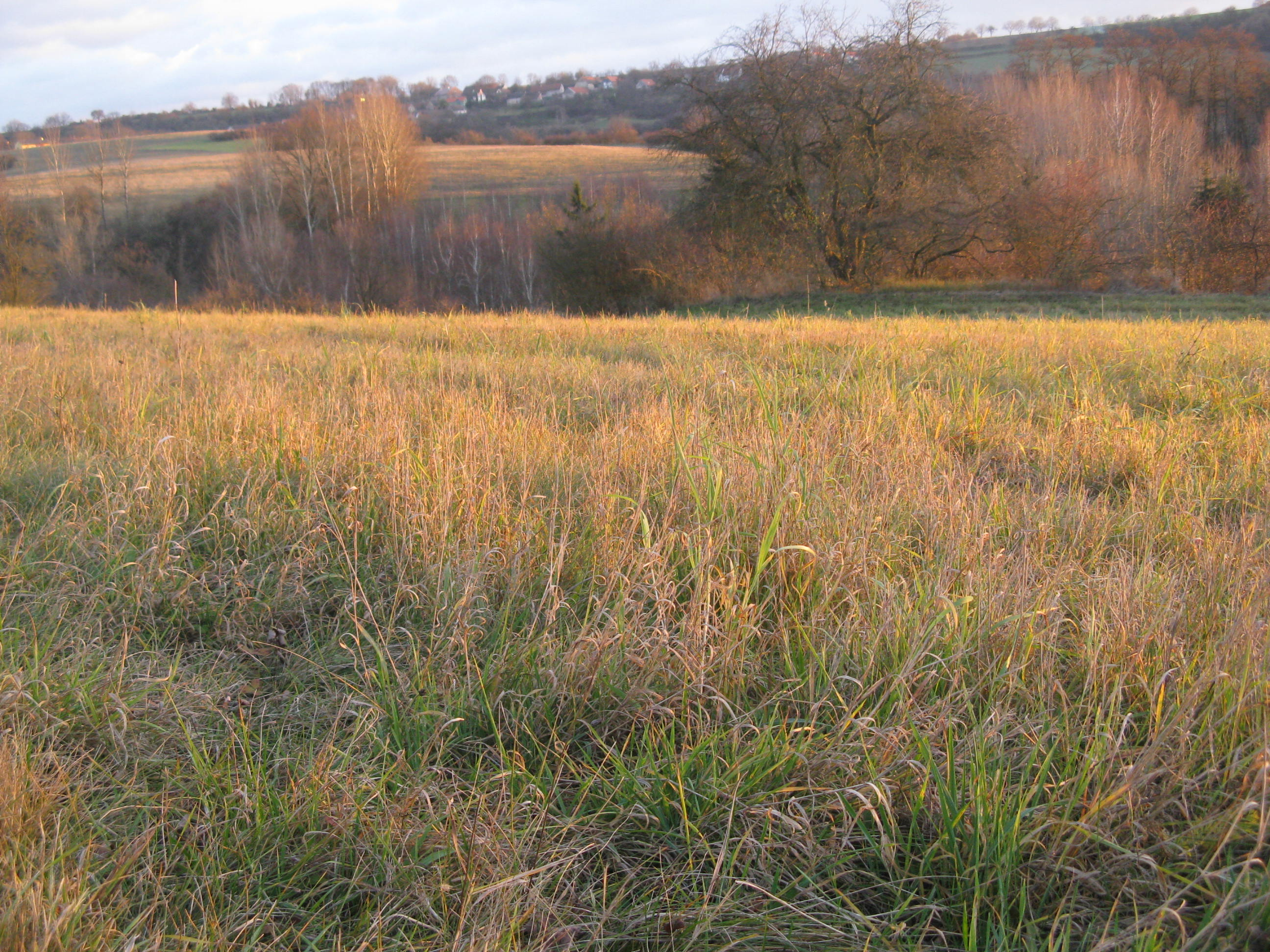
Jedna z chráněných travnatých strání
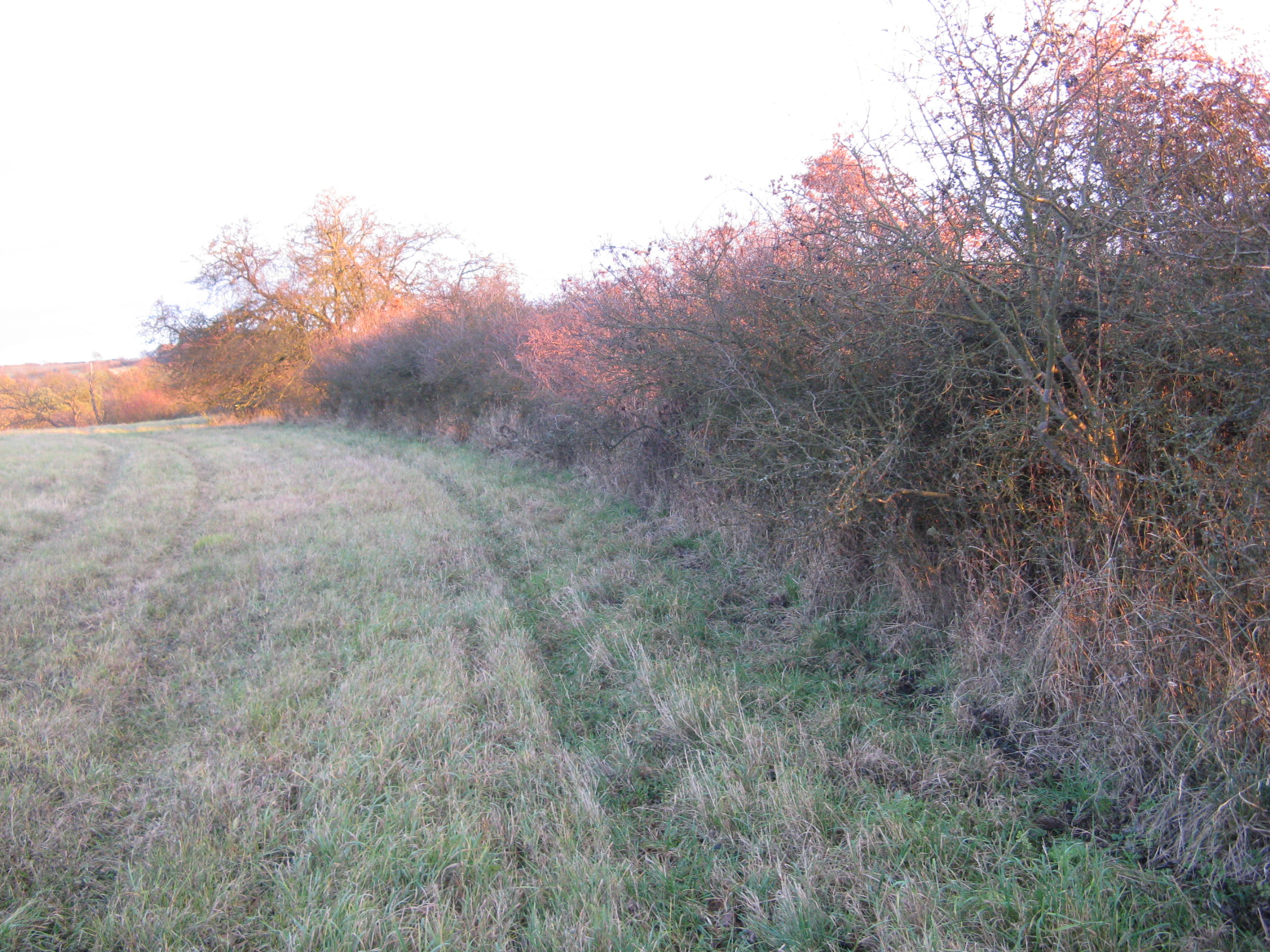
Přírodní památka Na Oboře je lemována nízkými porosty křovin
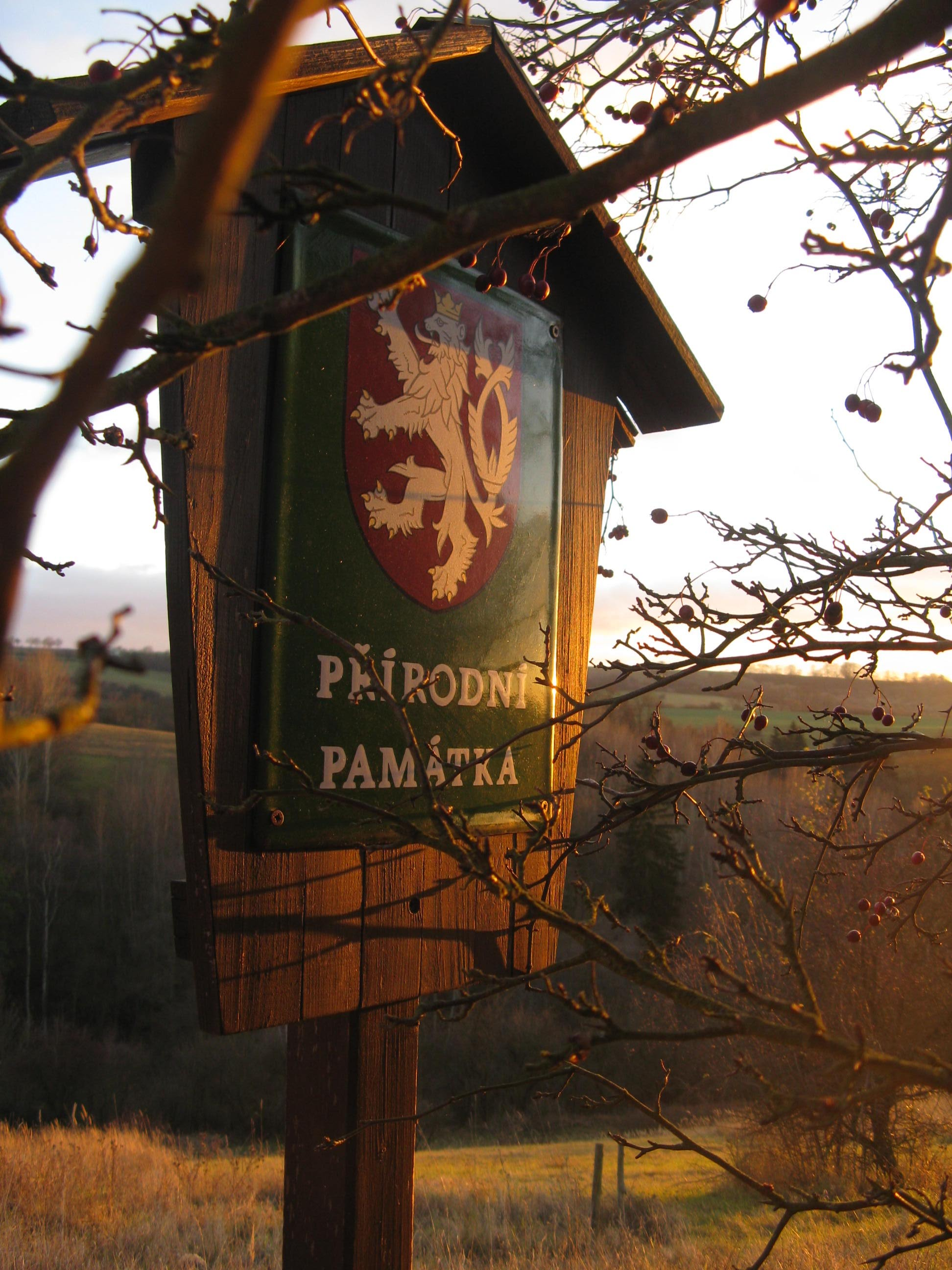
Povinné označení přírodní památky malým státním znakem
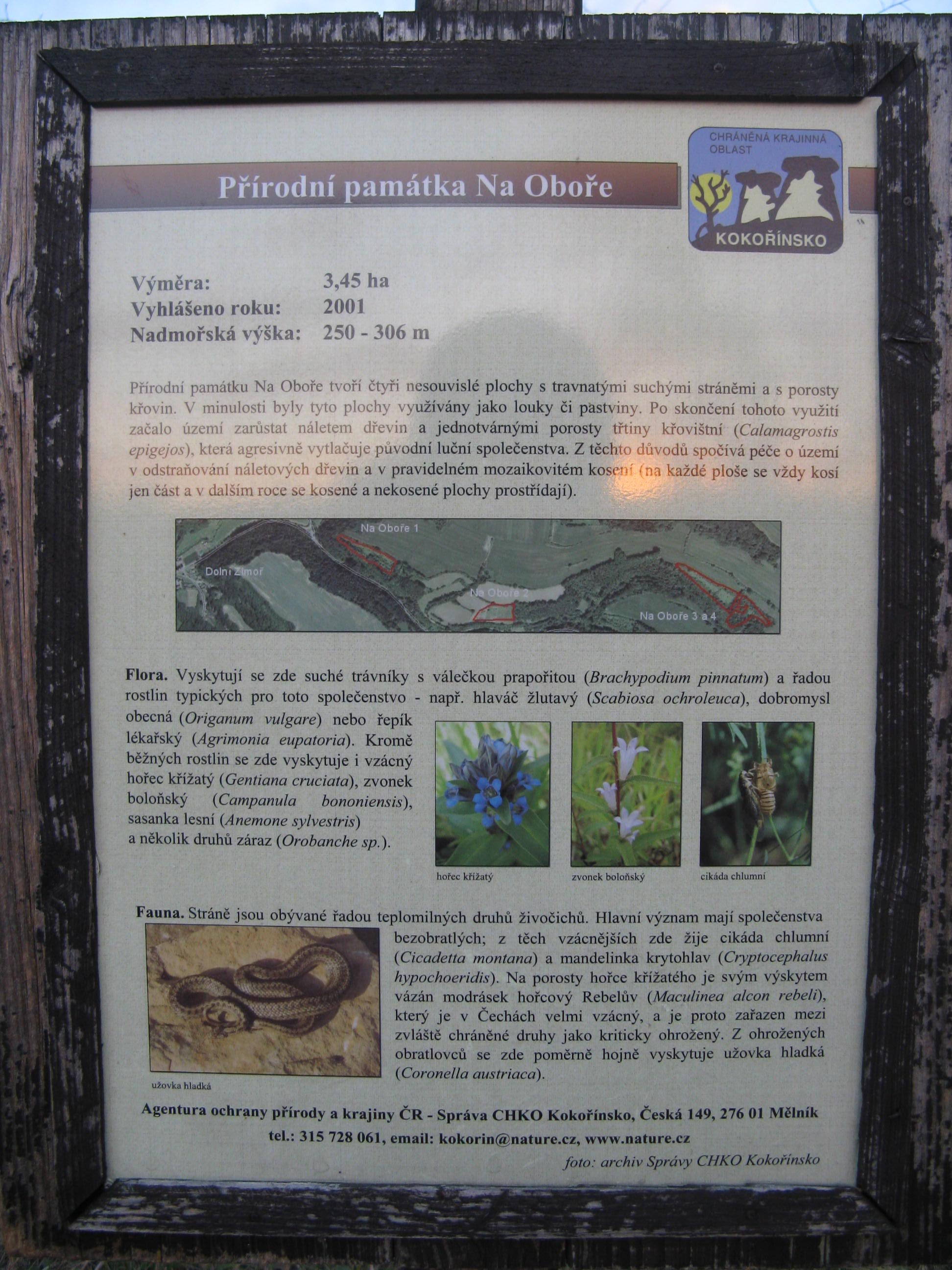
Informační panel pro návštěvníky se základními údaji o lokalitě